# Station Hel
Station Hel is een spoorwegstation in de Poolse plaats Hel.